# Bachillerato Europeo
El ‘’’Bachillerato Europeo’’’ es el título oficial que reciben los alumnos que completan el programa de la Escuela Europea. La mayoría de los estudiantes son hijos de personas que trabajan de manera permanente o temporal en las instituciones de la Unión Europea (UE) de las ciudades donde estás tienen su sede. Existen actualmente 13 escuelas europeas en ciudades de 8 Estados miembros de la UE. 
Los estudios del bachillerato europeo permiten que los alumnos puedan incorporarse a él a mitad del bachillerato desde un bachillerato nacional y reincorporarse posteriormente a los estudios de bachillerato nacionales en caso necesario sin dificultades, puesto que es compatible con los de todos los Estados miembros de la UE. Esto puede ser importante en el caso de alumnos que solo realizan una parte de sus estudios en las Escuelas Europeas o los alumnos de padres que realizan funciones que les llevan a cambiar de país de manera temporal. También puede realizarse en otras escuelas autorizadas específicamente siguiendo el mismo plan de estudios.

## El diploma

### Generalidades
El bachillerato europeo se obtiene al conseguir aprobar los exámenes al final del séptimo curso del ciclo de enseñanza secundaria en una de las escuelas europeas. No debe confundirse con el Bachillerato Internacional, ni tampoco con los bachilleratos nacionales de los Estados miembros de la Unión Europea. No obstante, el diploma del Bachillerato Europeo está reconocido como equivalente a los diplomas nacionales de enseñanza secundaria de los Estados miembros de la Unión Europea en las legislaciones de cada país.
El título de Bachillerato europeo está reconocido por todas las universidades de los Estados miembros y también por Universidades de países no miembros de la Unión Europea como Suiza.
Los detalles del examen aparecen en el anexo de los Estatutos del Consejo Superior de las Escuelas Europeas y las modalidades de los exámenes están disponibles en dichas escuelas europeas. El diploma de Bachillerato Europeo se otorga por un tribunal de examen formado por personas externas a cada escuela. El tribunal está compuesto por representantes de los Estados miembros de la Unión Europea, hasta un máximo de tres por cada Estado Miembro. Los miembros del tribunal suelen ser Inspectores de Enseñanza Secundaria de los Estados miembros. El presidente del tribunal es un nacional de un Estado Miembro con titulación universitaria, al que ayuda un miembro del grupo de inspectores de las escuelas.

### Enseñanza
El examen del bachillerato europeo evalúa los conocimientos adquiridos por los alumnos de las asignaturas de los cursos sexto y séptimo, los dos últimos cursos.
La calificación del bachillerato europeo se establece en forma de porcentaje. Los exámenes del bachillerato europeo poseen algunas características específicas con respecto a los sistemas nacionales, debido a su carácter transnacional. Por ejemplo, el programa contiene una primera lengua extranjera comenzada en primaria, denominada ‘’vehicular’’, entre las tres siguientes: francés, inglés o alemán, y diferente de la lengua de escolarización (materna) del alumno. Además, hay materias de ciencias, matemáticas, filosofía, deportes e historia-geografía. Estas dos últimas se cursan en la primera lengua extranjera o lengua vehicular (que es la segunda del alumno) desde el cuarto curso de secundaria.

### Materias

#### Bloque 1.
Debes tomar todos estos cursos.
- Lengua 1 (alemán, español, francés, griego, inglés o neerlandés): 4 períodos semanales.
- Lengua 2 (alemán, francés o inglés, y diferente de Lengua 1): 3 períodos semanales.
- Religión/Ética (impartida en tu Lengua 2): 1 período semanal.
- Gimnasia: 2 períodos semanales.

#### Bloque 2.
Debes tomar uno de estos dos cursos impartidos en tu Lengua 1.
- Matemáticas 5.
- Matemáticas 3.

#### Bloque 3.
Tienes que tomar un mínimo de 2 y puedes tomar un máximo de 4 de estos cursos de cuatro períodos.
- Geografía 4 (impartida en tu Lengua 2).
- Historia 4 (impartida en tu Lengua 2).
- Lengua 3 (alemán, español, francés, griego, inglés, italiano o neerlandés, y diferente de Lengua 1 y 2).
- Lengua 4 (mismas lenguas que en Lengua 3, pero tiene que ser diferente de ella y también de Lengua 1 y 2)/Irlandés (solo para quienes han elegido inglés como Lengua 1).
- Economía 4 (impartida en tu Lengua 2)/Latín (impartida en tu Lengua 1).
- Griego Antiguo.
- Filosofía 4 (impartida en tu Lengua 1).
- Arte 4.
- Música 4.
- Biología 4 (impartida en tu Lengua 1).
- Química (impartida en tu Lengua 1).
- Física (impartida en tu Lengua 1).

#### Bloque 4.
Si no has elegido ni física ni química ni biología en el bloque 3, debes cursar esta asignatura. Si ha seleccionado física o química, puede elegir esta materia.
- Biología 2 (impartida en tu Lengua 1).

#### Bloque 5.
Si no has elegido Geografía 4 o Historia 4 o Filosofía 4 como opción en el bloque 3, deberás cursar las asignaturas correspondientes.
- Geografía 2 (impartida en tu Lengua 2).
- Historia 2 (impartida en tu Lengua 2).
- Filosofía 2 (impartida en tu Lengua 1).

#### Bloque 6.
Puedes elegir uno de estos cursos avanzados de 3 períodos por semana. Matemáticas avanzadas solo es posible en combinación con Matemáticas 5.
- Curso Avanzado de Lengua 1.
- Curso Avanzado de Lengua 2.
- Matemáticas Avanzadas (impartida en tu Lengua 1).

#### Bloque 7.
Puedes recoger dos de estos cursos complementarios de 2 períodos por semana. No puedes elegir Historia del Arte 2, Música 2 o Introducción a la Economía 2 si ya has elegido las asignaturas correspondientes en el bloque 3. Además, no puedes elegir Introducción a la Economía 2 o una lengua en Lengua 5 ya cursado en el ciclo anterior. Solo puedes elegir un curso de laboratorio, y solo si has hecho la elección correspondiente en el bloque 3.
- Música 2.
- Infografía.
- Historia del Arte 2.
- Ciencias Políticas.
- Sociología.
- TIC-Informática.
- Introducción a la Economía 2 (impartida en tu Lengua 2).
- Laboratorio de Física (impartida en tu Lengua 1).
- Laboratorio de Biología (impartida en tu Lengua 1).
- Laboratorio de Química (impartida en tu Lengua 1).
- Lengua 5 (español, italiano, neerlandés, chino o griego, y diferente de Lengua 1, 2, 3 y 4).
- Deporte.
- Estudios Clásicos.
- Drama (impartida en tu Lengua 1).
- Desarrollo Sostenible.
- Dibujo Técnico.

### Evaluación
Para obtener el título es necesario alcanzar una puntuación de 50 puntos sobre 100.
Esta puntuación se obtiene como sigue:
- 50%, de la calificación de los exámenes finales de 7º de Secundaria, tanto orales (deben realizarse tres, cuentan un 15% en total, es decir, 5% cada uno) como escritos (deben realizarse cinco, cuentan un 35 % en total, es decir, 7% cada uno).
- 30%, de los dos exámenes parciales (uno en diciembre y otro en junio, cuentan un 15% cada uno).
- 20%, de la valoración del trabajo hecho durante 7º de Secundaria.

El trabajo durante el curso está muy diversificado y se corresponde bastante con los sistemas educativos francés y alemán, y en menor medida con el sistema educativo español.

### Exámenes finales
En los exámenes finales deberán aprobar 5 exámenes escritos y 3 exámenes orales de las asignaturas tomadas en 6º y 7º de Secundaria. Si no se ha tomado esa asignatura de las que hay debajo de este texto, no se presentará a ese examen, obviamente. Las asignaturas que se hayan presentado en los exámenes escritos (excepto Lengua 1, Lengua 2, Curso Avanzado de Lengua 1 y Curso Avanzado de Lengua 2), no se podrán presentar en los exámenes orales.

#### Escritos.
- Lengua 1/Curso Avanzado de Lengua 1.
- Lengua 2/Curso Avanzado de Lengua 2.
- Matemáticas 5/Matemáticas 3.
- Una asignatura elegida de 4 períodos por semana.
- Otra asignatura elegida de 4 períodos por semana.

#### Orales.
- Lengua 1/Curso Avanzado de Lengua 1.
- Lengua 2/Curso Avanzado de Lengua 2/Historia 2/Historia 4/Geografía 2/Geografía 4.
- Matemáticas Avanzadas/Filosofía 2/Filosofía 4/Lengua 3/Lengua 4 o Irlandés/Biología 2/Biología 4/Química/Física.

### Corrección
Tanto las pruebas escritas como las orales están sujetas a doble corrección y son corregidas tanto por los profesores de los candidatos como por examinadores externos. La nota final es el promedio de las notas dadas por los dos examinadores. En caso de diferencia de más de dos puntos entre las puntuaciones otorgadas, se convoca a un tercer corrector externo, que realiza un análisis en profundidad de las revisiones anteriores y otorga una puntuación final entre las puntuaciones superior e inferior otorgadas por los dos correctores anteriores. El Consejo Superior de las Escuelas Europeas nombra cada año a los examinadores externos, que deben cumplir los requisitos de su país de origen, para ser nombrados miembros de un tribunal examinador del mismo nivel.